# شروج آل رميدان (حجر الصيعر)

تعديل مصدري - تعديل

شروج آل رميدان هي إحدى قرى عزلة حجر الصيعر بمديرية حجر الصيعر التابعة لمحافظة حضرموت، بلغ تعداد سكانها 65 نسمة حسب تعداد اليمن لعام 2004.